# A Dama do Cine Shanghai
A Dama do Cine Shanghai é um filme brasileiro de 1988, dos gêneros drama e suspense, escrito e dirigido por Guilherme de Almeida Prado.

## Sinopse
Nesta história noir, repleta de mistério, um corretor de imóveis entra num cinema decadente no centro de São Paulo e conhece uma mulher muito parecida com a atriz principal do filme que está sendo exibido na tela.

## Elenco
- Maitê Proença .... Suzana
- Antônio Fagundes .... Lucas
- José Mayer .... Bolívar
- Paulo Villaça .... Desdino
- José Lewgoy .... Linus
- Miguel Falabella .... Lana
- Jorge Dória .... velho
- Sérgio Mamberti .... Stan
- Matilde Mastrangi .... secretária
- Imara Reis .... Carmem / Sabrina / Lila Van / Inês Helena
- John Doo .... Chuang

## Prêmios e indicações
| Evento/prêmio            | Categoria                     | Recipiente                              | Resultado                 |
| ------------------------ | ----------------------------- | --------------------------------------- | ------------------------- |
| Festival de Gramado 1988 | Melhor filme                  | Melhor filme                            | Venceu                    |
| Festival de Gramado 1988 | Melhor montagem               | Jair Garcia Duarte                      | Venceu                    |
| Festival de Gramado 1988 | Melhor fotografia             | Cláudio Portioli e José Roberto Eliezer | Venceu                    |
| Festival de Gramado 1988 | Melhor direção                | Guilherme de Almeida Prado              | Venceu                    |
| Festival de Gramado 1988 | Melhor trilha sonora          | Hermelino Neder                         | Venceu                    |
| Festival de Gramado 1988 | Melhor cenografia             | Chico de Andrade                        | Venceu                    |
| Festival de Gramado 1988 | Prêmio da Crítica             | Prêmio da Crítica                       | Venceu                    |
| Festival de Bogotá 1989  | Melhor filme                  | Melhor filme                            | Venceu                    |
| Festival de Bogotá 1989  | Melhor trilha sonora original | Hermelino Neder                         | Venceu                    |
| Festival de Bogotá 1989  | Melhor fotografia             | Cláudio Portioli e José Roberto Eliezer | Venceu                    |
| Festival de Bogotá 1989  | Melhor desenho de produção    | [ quem? ]                               | Venceu                    |
| Prêmio Moliére           | Melhor filme                  | Melhor filme                            | Venceu[carece de fontes?] |
| Prêmio Moliére           | Melhor atriz                  | Maitê Proença                           | Venceu[carece de fontes?] |